# Umeå östra
Umeå östra (szwedzki: Umeå östra station) – stacja kolejowa w Umeå, w regionie Västerbotten, w Szwecji. Znajduje się poniżej Szpitala Uniwersyteckiego Norrland, na wschód od centrum miasta Umeå. Stacja została otwarta 28 sierpnia 2010 przez króla Karola XVI Gustawa, ale po raz pierwszy udostępniona w dniu 7 sierpnia, gdy Dworzec Centralny Umeå został zamknięty w związku z przebudową. Ponieważ remont dworca centralnego został zakończony w 2012 roku znajdują się obecnie dwa dworce kolejowe w Umeå. W związku z budową stacji powstał wiadukt drogowy nad linią kolejową oraz kładka dla pieszych i rowerzystów. 
Stacja Umeå östra została zbudowana w okresie budowy Botniabanan do Umeå. Ze względu na bliskość do Szpitala Uniwersyteckiego i sąsiedniego Uniwersytetu Umeå, stała się centrum przesiadkowym, dla około 35 000 osób pracujących lub uczących się w okolicy.

## Linie kolejowe
- Vännäs–Umeå–Holmsund
- Botniabanan